# Järnvägen Trebnitz–Leipzig

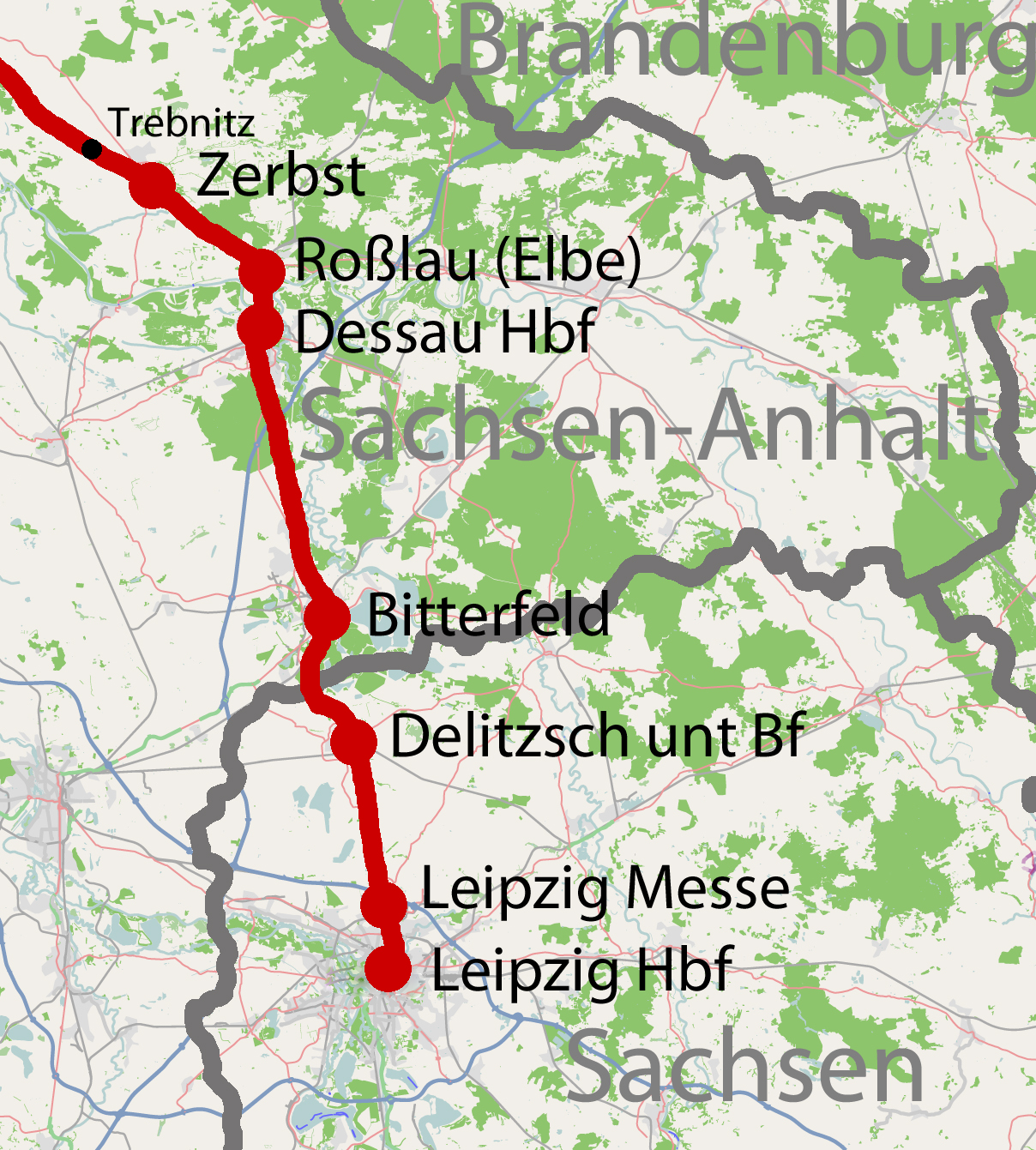
Sträckan från Trebnitz till Leipzig.

Järnvägen Trebnitz–Leipzig är en dubbelspårig elektrifierad huvudlinje i Sachsen-Anhalt och Sachsen. Banan byggdes och drevs ursprungligen av Berlin-Anhaltische Eisenbahn-Gesellschaft. Järnvägen startar i Trebnitz, på den gamla gränsen mellan Hertigdömet Anhalt och Preussen, och går via Dessau och Delitzsch till Leipzig.